# Kordofanlärka
Kordofanlärka (Mirafra cordofanica) är en fågel i familjen lärkor inom ordningen tättingar. Den förekommer i halvöken i ett band strax söder om Sahara. Arten minskar i antal, men beståndet tros vara livskraftigt.

## Utseende och läte
Kordofanlärkan är en liten och kompakt lärka. Den är guldbrun ovan med i fräsch dräkt ett fjälligt utseende. På huvudet syns ett kort och svagt ögonbrynsstreck som inte sträcker sig förbi ögat och en tvåfärgad näbb, med ljust under spetsen och mörkt högst upp på övre näbbhalvan.
Undersidan är ljus, med svaga gulbruna streck på bröstet. Stjärten är trefärgad: mestadels svartaktig med guld- till rödbrunt centralt och vitt på yttre stjärtpennorna. Arten är mycket lik saharalärka men denna är ljusare, saknar strecken på bröstet och har en enfärgat skäraktig näbb.
Lätena är dåligt kända, men sången tros bestå av visslingar, spinnande ljud och kvitter, inklusive härmningar, levererad i flykten.

## Utbredning och systematik
Fågeln förekommer från Senegal och Gambia till Mauretanien, Niger och Sudan (Darfur och Kordofan). Den behandlas som monotypisk, det vill säga att den inte delas in i några underarter.

### Släktskap och släktestillhörighet
Genetiska studier från 2023 visar att kordofanlärka är systerart till lavalärka. På lite längre håll är den även släkt med drillärka, monoton lärka, vitstjärtad lärka, härmlärka och troligen vissellärka. Samma studier visar även att släktet Mirafra kan delas upp i fyra klader som är förhållandevis gamla, äldre än flera andra släkten i familjen. Författarna rekommenderar därför att Mirafra delas upp i flera släkten, där härmlärka med släktingar behålls i Mirafra i begränsad mening. Internationella taxonomiska auktoriteter som IOC och Clements m.fl. har ännu inte gjort denna uppdelning, varför status quo än så länge behålls här.

## Levnadssätt
Kordofanlärkan hittas i buskig halvöken på rödaktig jord med inslag av gräs. Dess rörelser är okända, men smågrupper verkar vara partiella flyttfåglar och leva nomadiskt.

## Status och hot
Arten har ett stort utbredningsområde, men tros minska i antal, dock inte tillräckligt kraftigt för att den ska betraktas som hotad. Internationella naturvårdsunionen IUCN listar därför arten som livskraftig (LC).